# Vatta, Borsod-Abaúj-Zemplén
Vatta este un sat în districtul Mezőkövesd, județul Borsod-Abaúj-Zemplén, Ungaria, având o populație de 956 de locuitori (2011). 

## Demografie
Componența etnică a satului Vatta
     Maghiari (98,36%)
     Alții (1,64%)
Componența confesională a satului Vatta
     Romano-catolici (42,26%)
     Reformați (34%)
     Fără religie (7,22%)
     Necunoscută (15,59%)
     Greco-catolici (0,94%)
     Alte religii (0,94%)
Conform recensământului din 2011, satul Vatta avea 956 de locuitori. Din punct de vedere etnic, majoritatea locuitorilor (98,36%) erau maghiari. Nu există o religie majoritară, locuitorii fiind romano-catolici (42,26%), reformați (34,0%) și persoane fără religie (7,22%). Pentru 15,59% din locuitori nu este cunoscută apartenența confesională.